# تجمع وادي يومن (تريم)

تعديل مصدري - تعديل

تجمع وادي يومن هي إحدى قرى عزلة تريم بمديرية تريم التابعة لمحافظة حضرموت، بلغ تعداد سكانها 27 نسمة حسب تعداد اليمن لعام 2004.